# Edmundo da Escócia
Edmundo da Escócia, filho do rei Malcolm III com sua segunda esposa Margarida de Wessex, um dos últimos membros da realeza anglo-saxã da Casa de Wessex. Está sepultado na abadia de Montacute, em Somerset, onde era monge.
Rei da Escócia em 12 de novembro de 1094 em conjunto com o tio (dizia-se primos, na época) Donaldo III, pois com ajuda inglesa e normanda o ajudou a depor o meio-irmão Duncan II. Dividiram o reino: Donald governou a Escócia, enquanto Edmundo governou apenas a região de Lothian.
Foi deposto em outubro de 1097 pelo irmão, Edgar, que se declarou vassalo do Rei inglês para derrubá-los.  Edmundo, perdoado, se tornou monge. Donald Ban foi cegado e recebeu sentença de prisão perpétua; como vingança, conseguiu estrangular o filho primogênito do sobrinho David.